# The Nickel-Hopper
Pour plus de détails, voir Fiche technique et Distribution.
The Nickel-Hopper est un film produit par Hal Roach, réalisé par F. Richard Jones et Hal Yates, sorti en 1926 au cinéma.
Oliver Hardy et Boris Karloff y apparaissent dans des rôles mineurs.

## Synopsis
La jeune Paddy et sa mère peinent à maintenir la famille à flot. Le petit frère de Paddy est trop jeune, et son père est constamment occupé à ne pas chercher de travail. Paddy, la nuit, travaille dans une salle de danse et se fait payer pour chaque danse qu'elle propose aux clients.

## Fiche technique
- Titre : The Nickel-Hopper
- Réalisation : F. Richard Jones et Hal Yates
- Scénario : Frank Butler, Stan Laurel, Hal Roach
- Producteur : Hal Roach
- Photographie : Floyd Jackman, Len Powers, William Wessling
- Montage : Richard C. Currier
- Distributeur : Pathé Exchange
- Durée : 37 minutes
- Genre : Comédie romantique
- Date de sortie : 5 décembre 1926

## Distribution
- Mabel Normand : Paddy
- Michael Visaroff : le père de Paddy
- Theodore von Eltz : Jimmy Jessop, prétendant de Paddy
- Jimmy Anderson : le policier
- Margaret Seddon : la mère de Paddy
- Mildred Kornman : Edsel
- Hammond Holt : le petit frère de Paddy
- William Courtright : M. Joy
- James Finlayson : Rupert
- Oliver Hardy : le batteur de Jazz
- Boris Karloff : le danseur
- Gus Leonard : l'aveugle
- Sam Lufkin : figurant